# Sand Hills
Sand Hills – jednostka osadnicza w Stanach Zjednoczonych, w stanie Oklahoma, w hrabstwie Muskogee.